# Typologie literárních postav
Typologii literárních postav je možné specifikovat jako psychologické pojetí typů osobností. Psychologické typy osobnosti, stejně jako typy literárních postav, jsou specifikovány psychickými vlastnostmi daných jedinců, které představují tzv. syndromy nebo soubory, jež nejsou charakteristické pouze pro jednoho jedince, ale pro celou skupinu osob společných vlastností. Takovouto skupinu můžeme označovat jako typ.
Typologií literárních postav se zabývají například František Všetička, Daniela Hodrová, Edward Morgan Forster, Vladimir Jakovlevič Propp ad.

## Typologie podle Františka Všetičky
Všetička v díle Podoby prózy uvádí rozvitou typologii postav, která by se v jistých ohledech mohla snad podobat i Jungovým archetypům. Oproti například Hodrové nebo Forsterovi, kteří postavy dělí na dva typy, je Všetičkova typologie značně rozšířená. Jeho druhy postav nevypovídají pouze o míře vykreslení postavy v textu, ale také o jejím postavení, záměrech nebo úlohách.
- deux ex machina – jedná se o postavu boha přejatou z řecké tragédie, která – obvykle v závěru – zasáhla do děje. Úkolem této postavy je rozuzlit složité zápletky, které by jinak byly neřešitelné.
- mytizovaná postava – novodobá postava, pro kterou jako vzor k jejímu vytvoření sloužila vybraná mytická postava.
- mysteriózní postava – postava opředená tajemstvím, která je představena z různých úhlů pohledu dle dalších postav. Vnitřní svět a motivace takové postavy je zahalen až dokonce a odkryt dodatečně, nebo vůbec.
- metuzalémská postava – je specifická svým setrváním v ději, ačkoliv její osud by měl být již naplněn. Často přežívá i mladší osoby, v díle je neměnná a nejčastěji pasivní – pouhý pozorovatel.
- svorníková postava – její úlohou je spojení různorodého kolektivu. Bez svorníkové postavy by takovýto kolektiv vzhledem k zásadním rozdílům mezi jeho členy nemohl držet pohromadě.
- osudová postava – má zásadní vliv na některou z postav a její osud velmi zásadně ovlivní na dlouhou dobu, nebo napořád. Po takovémto ovlivnění ve většině případů osudová postava úplně mizí z děje, její vliv ale přetrvává.
- femme fatale – jinak také osudová žena, má též zásadní vliv na další postavu. Obvykle ovlivňuje osud mužské postavy – svého protějšku – a často tragickým způsobem. Působení femme fatale nemusí být úmyslné, končívá ale tragicky pro partnera a může skončit jeho nebo i její smrtí.
- postmortální postava – jedná se o postavu, která je již po smrti, ale ani tak neztrácí vliv nad ostatními postavami. Působit může jako protivník i jako spojenec.
- metascénní postava – postava stojící mimo scénu, v příběhu vystupuje nepřímo, přesto ale ovlivňuje děj a další postavy.
- anticipační postava – zásadním kritériem pro anticipační postavu je to, že v podstatě předpovídá osud. Na počátku děje jsou jí určeny předpoklady vývoje děje, které se v průběhu příběhu naplňují.
- disturbativní postava – obvykle neočekávaná postava narušující řád společnosti, ve které se vyskytne. Všechny postavy vůči ní zaujímají nějaký postoj a všechny svým způsobem ovlivňuje.
- kontrovertní postava – stejně jako u mysteriózní postavy zůstává vnitřní svět kontrovertní postavy čtenáři ukryt. Tato postava vystupuje velmi specificky s vyhraněnými názory a chováním, v průběhu díla – nejčastěji na konci – se její chování a vystupování zásadně mění v pravý opak, čímž dochází k momentu překvapení.
- klíčová postava – je vytvořena na základě známé osobnosti.
- rámcující postava – v různých dílech může mít rozličné funkce, základním kritériem pro její určení je, že vystupuje na začátku a poté až na konci příběhu – rámuje ho.
- pomocná postava – autorovi slouží jako nástroj zpřehlednění děje například prostřednictvím vyprávění o událostech z minulosti, které nějakým způsobem osvětlují současný děj.
- vypravěč – postava, která zprostředkovává příběh. Všetička udává dva typy vypravěče:
  - personální – účastní se děje, je jednou z postav;
  - fiktivní – není přítomen v textu.
- intrikán – nečestná postava splétající intriky proti svým protivníkům. Má zásluhu na hybnosti příběhu.
- skandalista – postava vyvolávající skandální situace.
- rezonér – nejčastěji pasivní postava pozorovatele nebo komentátora celého děje a jednotlivých činů postav. Myšlenky této postavy obvykle souzní s myšlenkami autora.
- odpovědník – postava, která není s dějem přímo spjata, sděluje čtenáři informace, které mohou vysvětlit nebo doplnit dění.
- monagonista – stojí samostatně na úrovni nad ostatními postavami, nemá k sobě nikoho jemu rovného a protivníkem je mu pouze on samotný.
- dvojník – postava přímo spjatá – spřízněná – s postavou hlavní. Ne vždy se jedná o reálnou osobu, ale například pouze o odraz hlavní postavy.
- tlučhuba – velmi mluvná postava, která se často velebí.
- postillon d’amour – posel lásky, jeho konání je tajemné.
- postillon de mort – posel smrti, protiklad k poslu lásky. Smrt může přinášet i neúmyslně.
- žena-sfinga – záhadná a nevyzpytatelná ženská postava, jejíž konání a záhadnost není nikdy objasněno.[2]

## Typologie podle Daniely Hodrové
Hodrová dělí postavy na základě jejich bytí v rámci textu. Informace o daných postavách získává čtenář prostřednictvím vypravěče, promluv a chování dané postavy nebo jiných postav. Typologie Hodrové je vytvořená podle toho, do jaké míry vnímá autor postavu jako reálnou či fiktivní. Na tomto základě vymezuje Hodrová postavu-definici a postavu-hypotézu.
1. postava-definice – je zcela charakterizovaná, její chování je předvídatelné, je příznačná tzv. mluvícím jménem, které přispívá k jejímu jasnému charakterizování. Postava-definice je plně určována a směřována vypravěčem.
2. postava-hypotéza – je charakterizovaná pouze částečně, čtenář nezná její vnitřní svět, její chování je nepředvídatelné, neočekávané. Její vztah k vypravěči je odlišný, může se osamostatnit a určovat svůj vlastní vývoj.[3]

## Typologie podle Edwarda Morgana Forstera
Forster definuje dva typy postav – postavu plochou a postavu plastickou. Sám si však je vědom nedokonalostí v tomto vymezení, které může svádět ke schematičnosti. Na některé postavy tedy Forsterovu typologii nelze aplikovat.
1. plochá postava je definovaná pouze na základě jedné vlastnosti. Plochá postava je statická, stálá a její chování se výrazně nemění. V průběhu děje neprochází vývojem, a proto je pro čtenáře snadno předvídatelná. Vzhledem ke své charakteristice slouží plochá postava pouze k dokreslení atmosféry.
2. plastická postava – na rozdíl od postavy ploché je postava plastická charakterizovaná detailnějším popisem. Jejími typickými rysy jsou dynamičnost a nestálost. Plastická postava může měnit své chování a postupně se vyvíjet, z tohoto důvodu působí reálněji.[4][5]